# Orange Pekoe

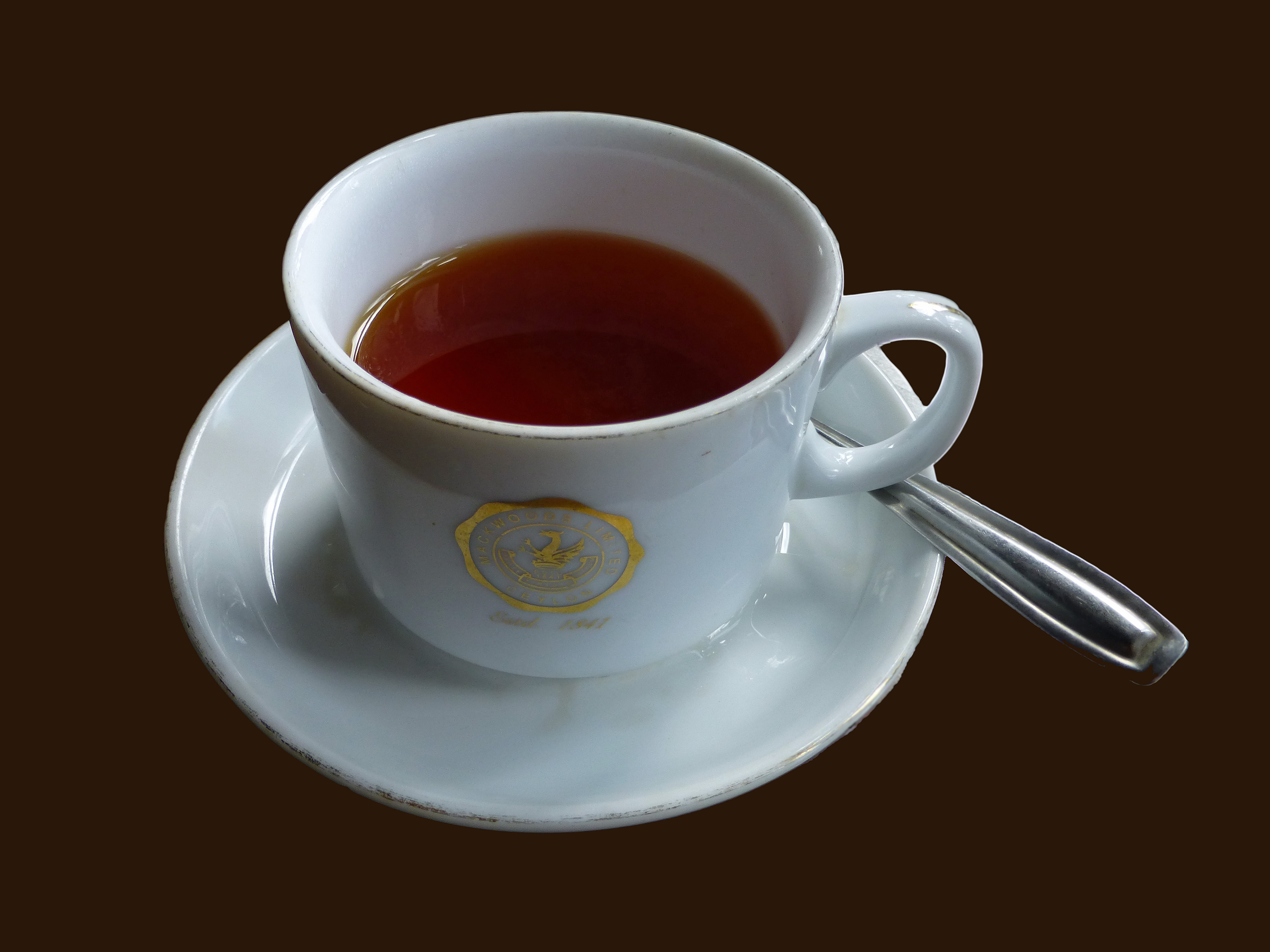
Una tazza di Orange Pekoe

Orange Pekoe è un termine utilizzato nella classificazione del tè nero e in particolare del tè in foglia. Per essere classificato Orange Pekoe, un tè deve essere composto solo dalle ultime due foglie e dalla gemma apicale della pianta.
Contrariamente a quanto si potrebbe supporre, il termine Orange Pekoe non si riferisce quindi ad un tè aromatizzato all'arancia.
Per classificare il tè Orange Pekoe, vengono utilizzate diverse sigle. In ordine crescente di valore si hanno:
- OP (Orange Pekoe)
- FOP (Flowery Orange Pekoe)
- GFOP (Golden Flowery Orange Pekoe)
- TGFOP (Tippy Golden Flowery Orange Pekoe)
- FTGFOP (Fine Tippy Golden Flowery Orange Pekoe)
- SFTGFOP (Special Fine Tippy Golden Flowery Orange Pekoe)

Questa classificazione si riferisce al tè in foglia; il tè frantumato per bustine (broken, fanning e dust) ha infatti una diversa classificazione.